# Ricaud (Aude)
Ricaud (okzitanisch gleichlautend) ist eine französische Gemeinde mit 328 Einwohnern (Stand: 1. Januar 2022) im Département Aude in der Region Okzitanien. Die Gemeinde gehört zum Arrondissement Carcassonne und zum Kanton Le Bassin Chaurien. Die Einwohner werden Ricaudois genannt.

## Lage
Ricaud liegt etwa 40 Kilometer westnordwestlich von Carcassonne am Fresquel. Umgeben wird Ricaud von den Nachbargemeinden Soupex im Norden, Souilhanels im Nordosten, Castelnaudary im Osten und Südosten, Mas-Saintes-Puelles im Süden, Labastide-d’Anjou im Westen sowie Airoux im Nordwesten.

## Bevölkerungsentwicklung
| Jahr                       | 1962 | 1968 | 1975 | 1982 | 1990 | 1999 | 2006 | 2019 |
| Einwohner                  | 204  | 185  | 150  | 187  | 245  | 242  | 271  | 302  |
| Quellen: Cassini und INSEE |      |      |      |      |      |      |      |      |

## Sehenswürdigkeiten
- Kirche Mariä Geburt (Église de la Nativité-de-Notre-Dame)
- Schloss Ayraud